# Kaple svatého Jana Nepomuckého (Mizerov)
Kaple svatého Jana Nepomuckého stojí v katastrálním území Karviná-město v místní části Mizerov na ulici Žižkova před hasičskou zbrojnicí. Drobná sakrální stavba byla v roce 2006 ministerstvem kultury prohlášena kulturní památkou.

## Popis
Kaple z druhé poloviny 19. století je v regionu typologicky ojedinělou drobnou stavbou. Zděná omítaná stavba je postavena na půdorysu čtverce na hladkém soklu a ukončena čtyřbokou střechou s kupolí a křížem. Kaple je na třech stranách otevřena otvory, které mají obloukové záklenky, u jejích pat je profilovaná římsa, a ukončuje ji podstřešní římsa. V prostoru kaple je umístěna pískovcová socha svatého Jana Nepomuckého vysoká 1,20 m. Světec oděný v tradičním oděvu s biretem na hlavě stojí v kontrapostu. V levé ruce ruce drží kříž s korpusem Krista a palmovou ratolest, pravou ruku má uraženu. Stavba stojí na parcele, kterou vlastní město Karviná.

## Galerie

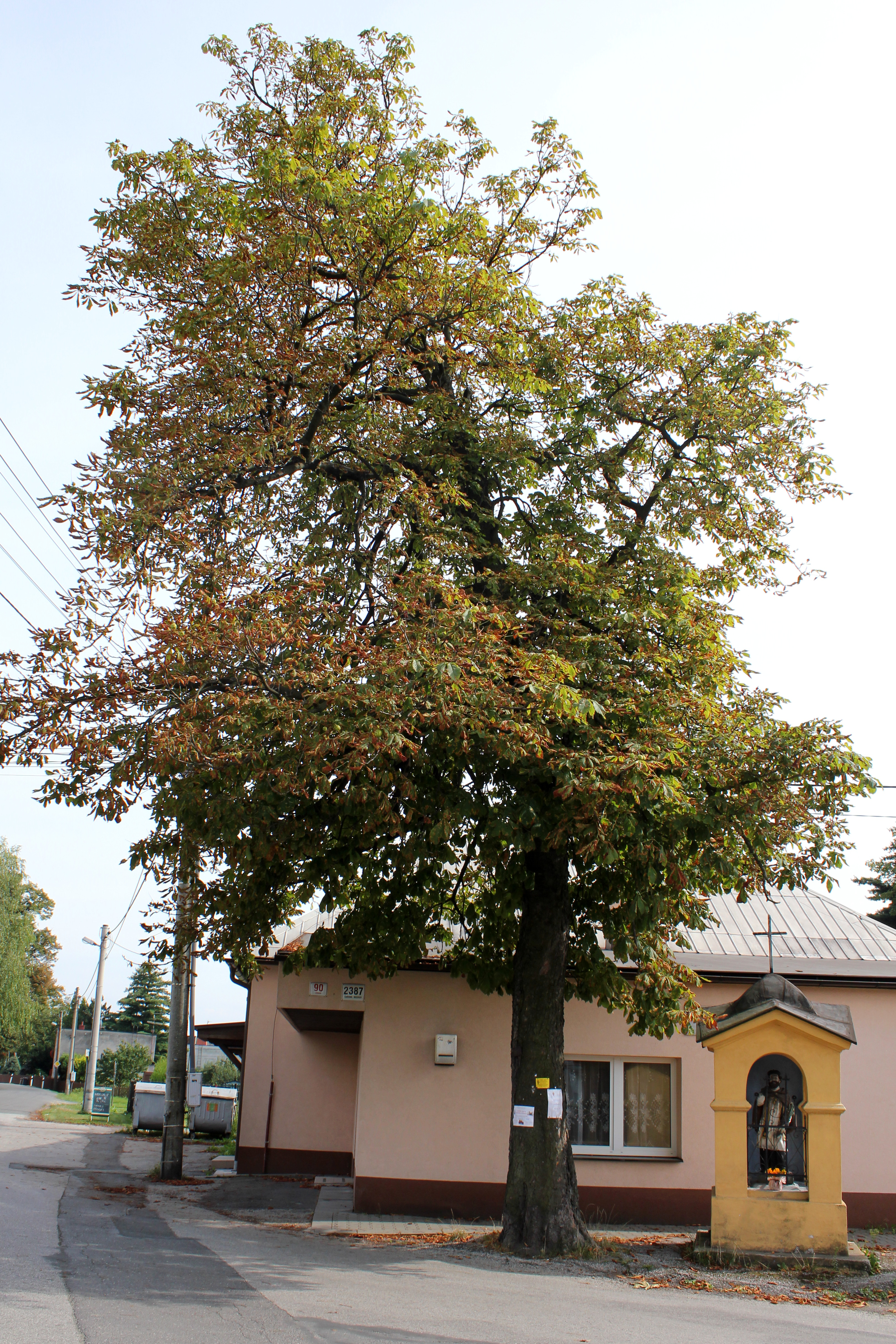
Kaple před hasičskou zbrojnicí
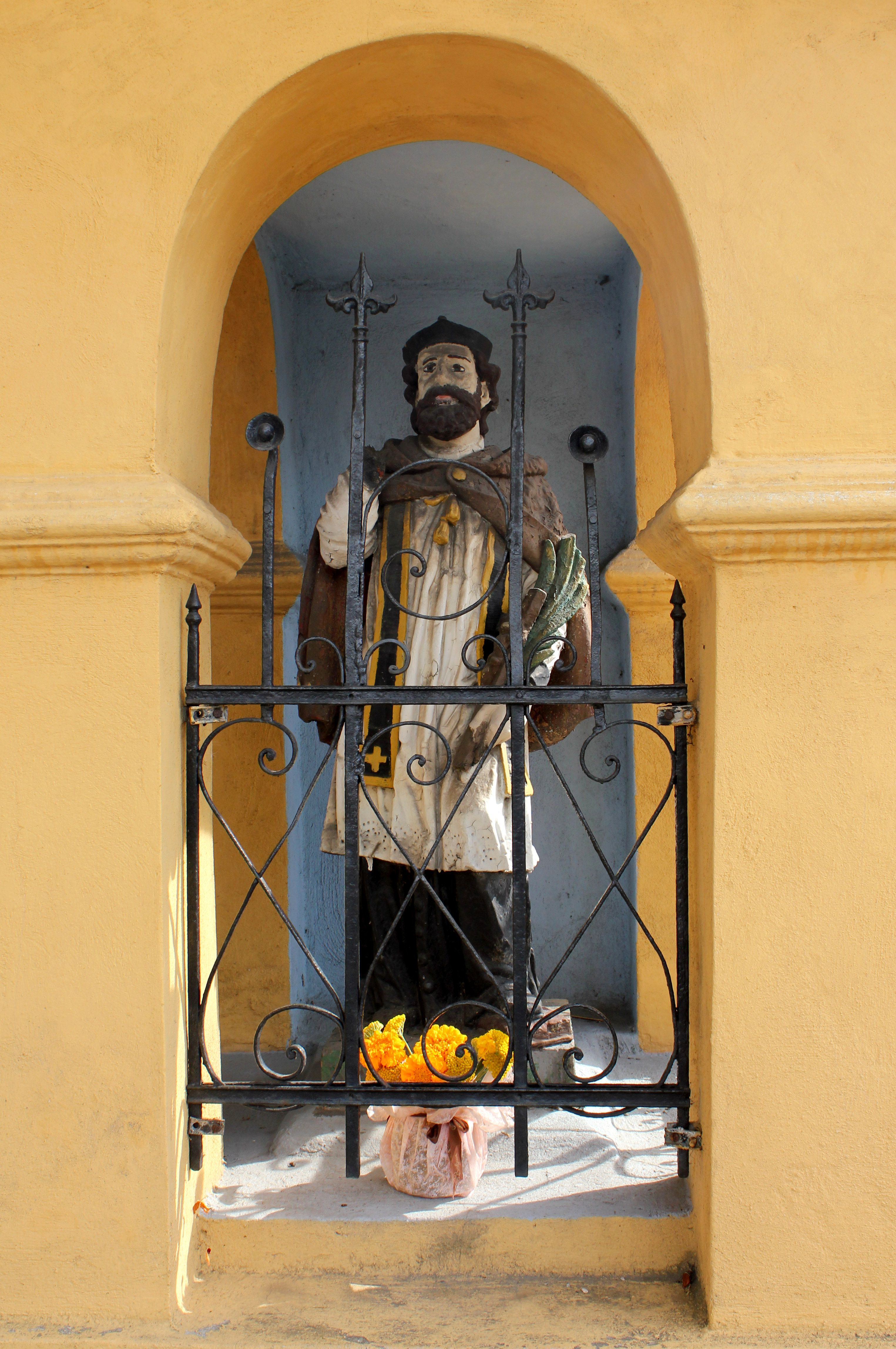
Čelní pohled
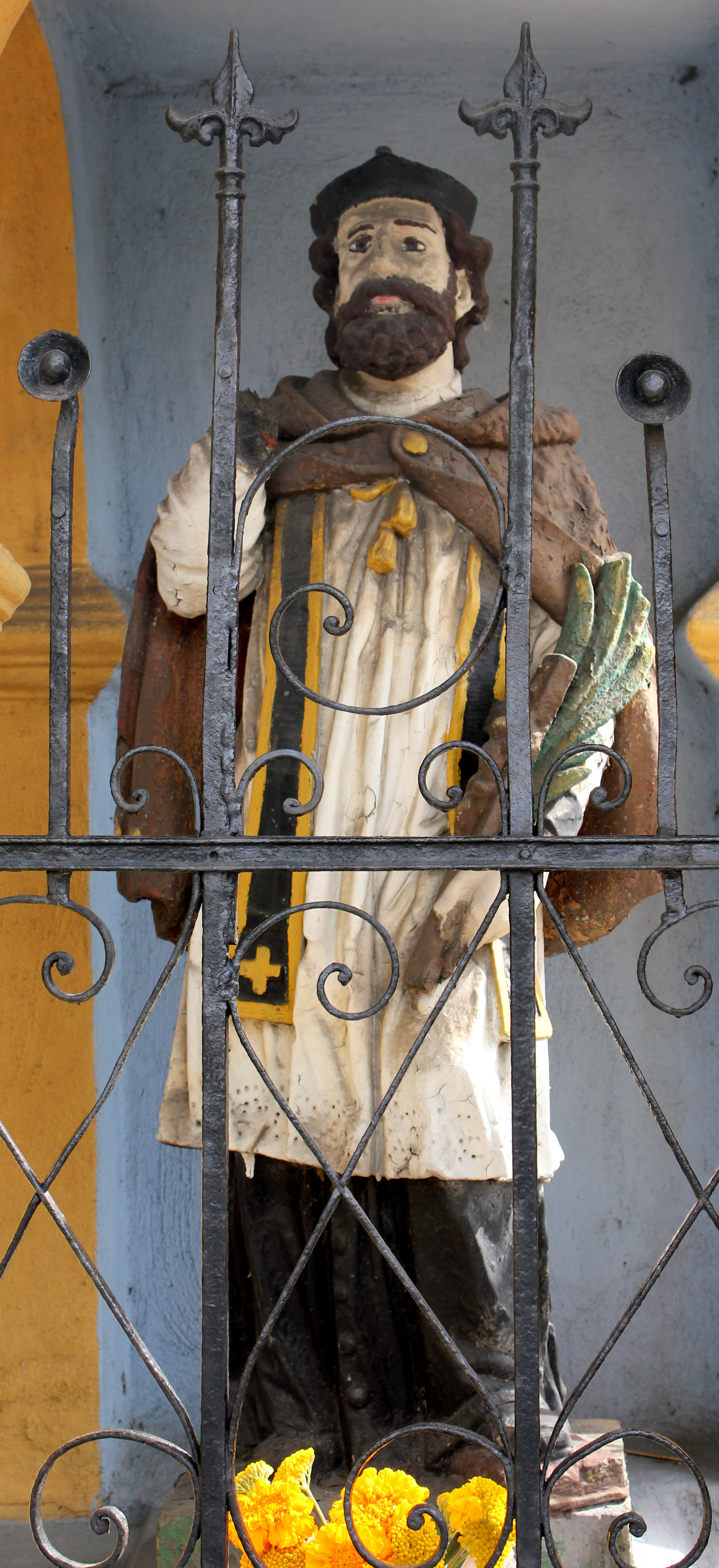
Svatý Jan Nepomucký
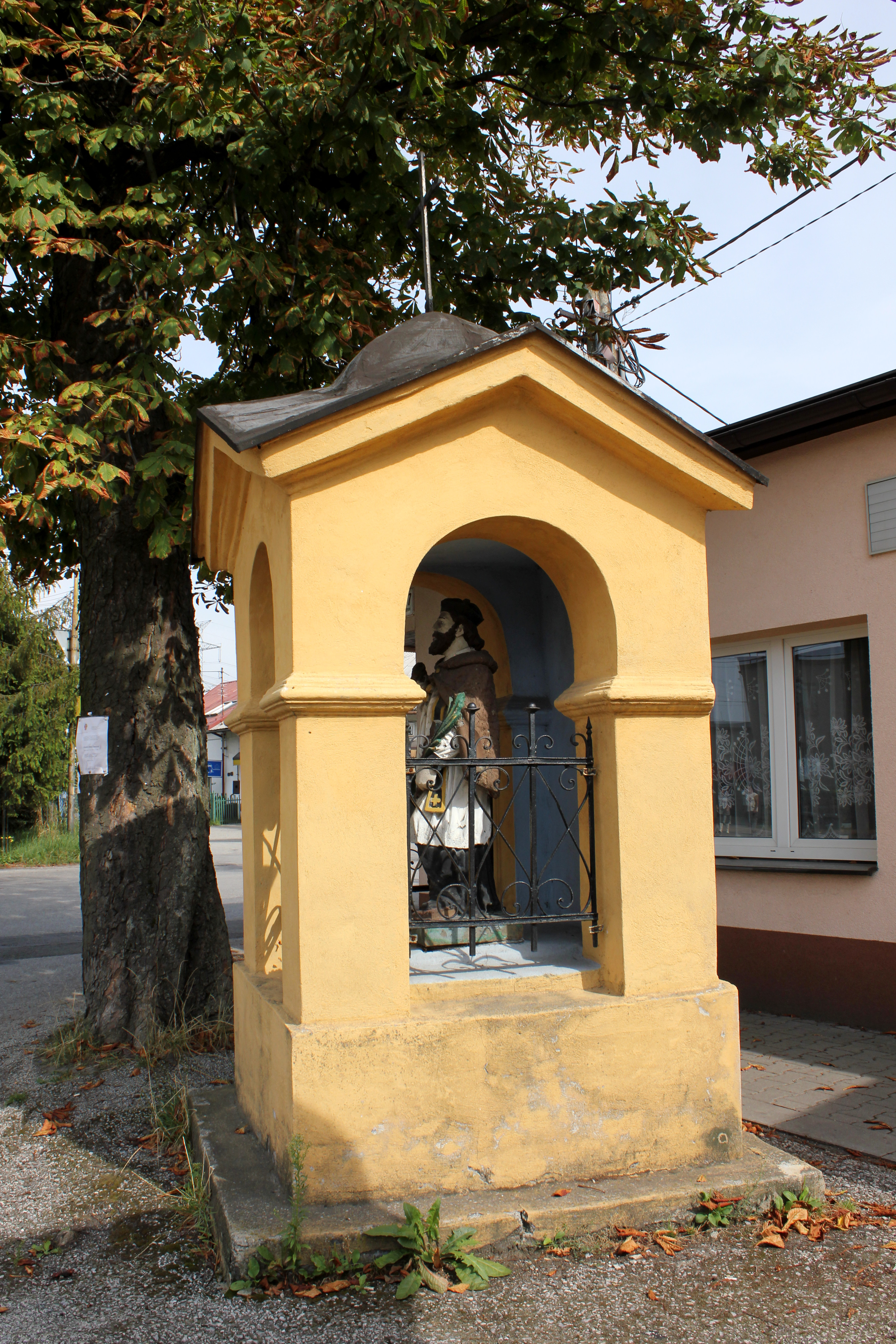
Pohled z boku